# Església catòlica a França
L'Església catòlica a França és part integrant de l'Església catòlica. Reuneix tots els creients que reconeixen l'autoritat del papa.
Vinculat íntimament a la monarquia francesa entre l'ascens de Clodoveu i el final de l'Antic Règim, aquesta església va exercir un paper considerable en la història de França, tant religiosa com política. El territori de França està dividit en cent bisbats, al capdavant dels quals estan els bisbes reunits en el si de la Conferència episcopal de França (CEF).

## Història

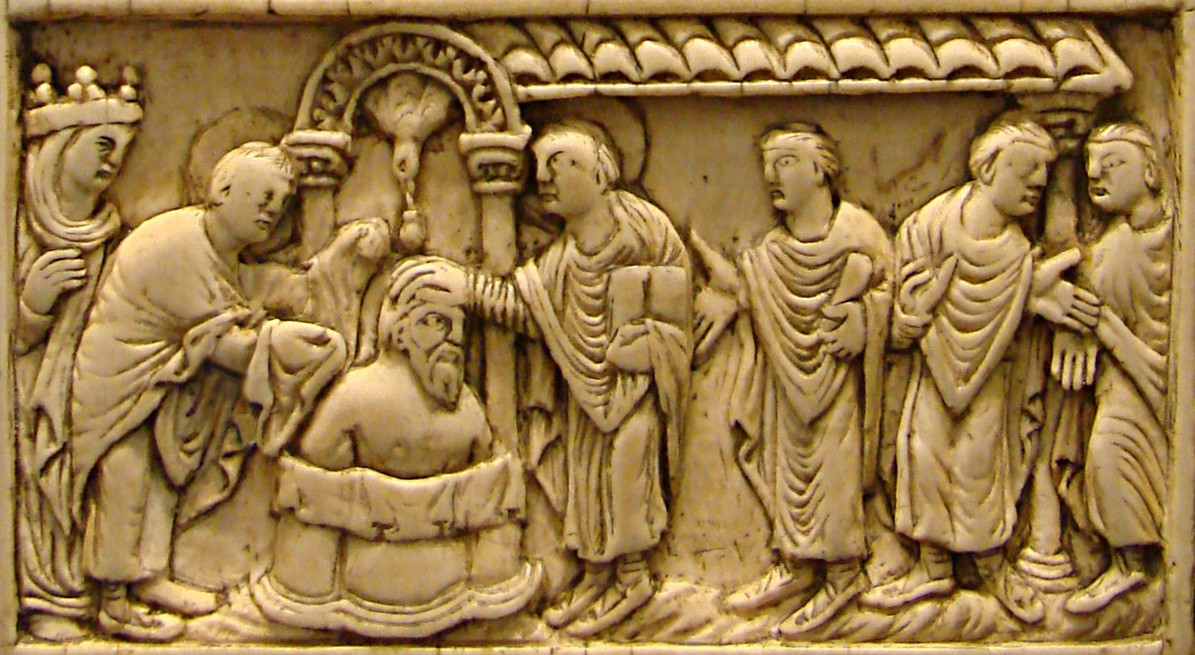
El baptisme de Clodoveu I per sant Remigi, amb el miracle de la Santa Ampolla. Placa en relleu en ivori, darrer quart del.

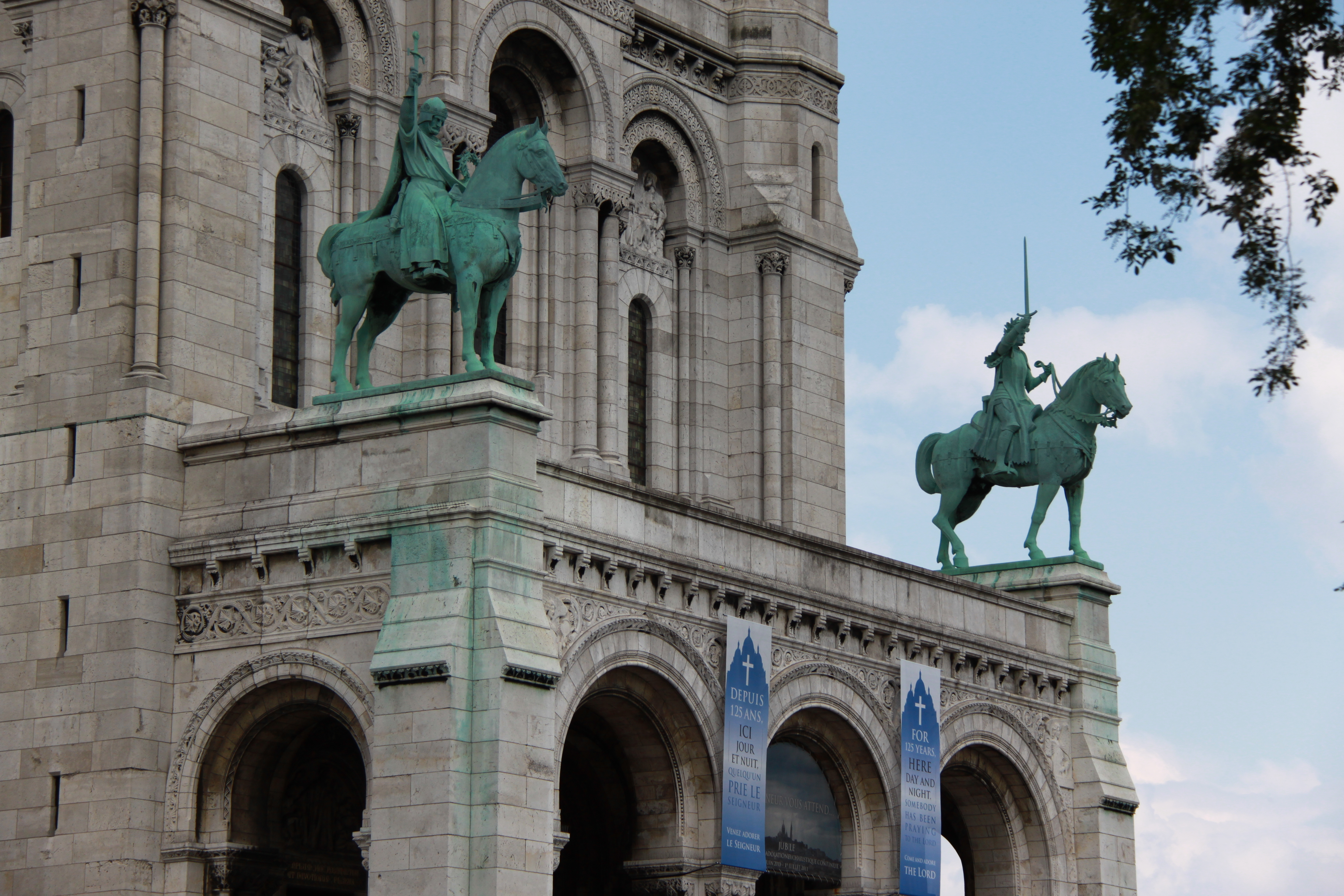
Santa Joana d'Arc i Sant Lluís, rei de França a la façana del Sacré Cœur de París

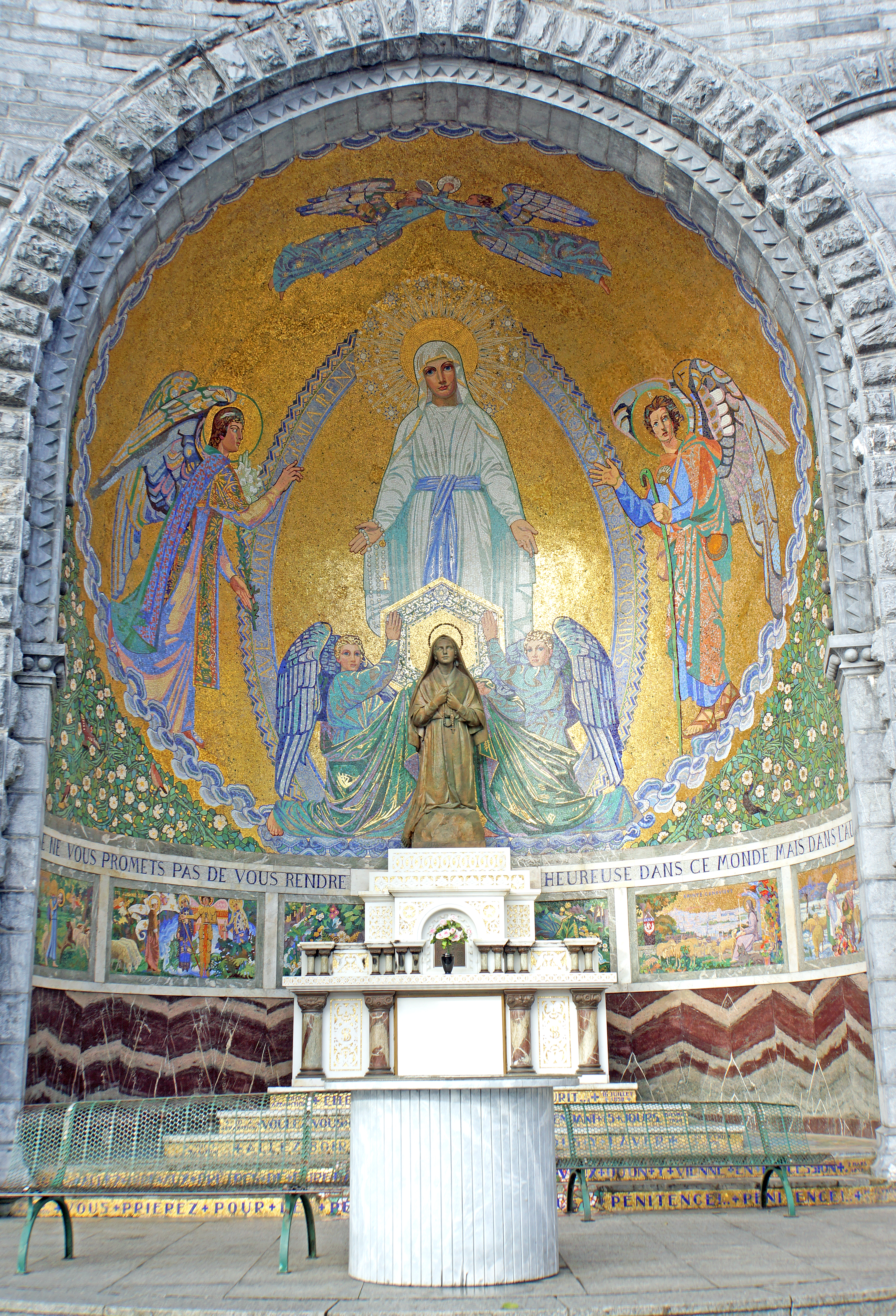
Aparició de la Mare de Déu a santa Bernadette Soubirous, Lorda

### El cristianisme durant la Gàl·lia romana
.

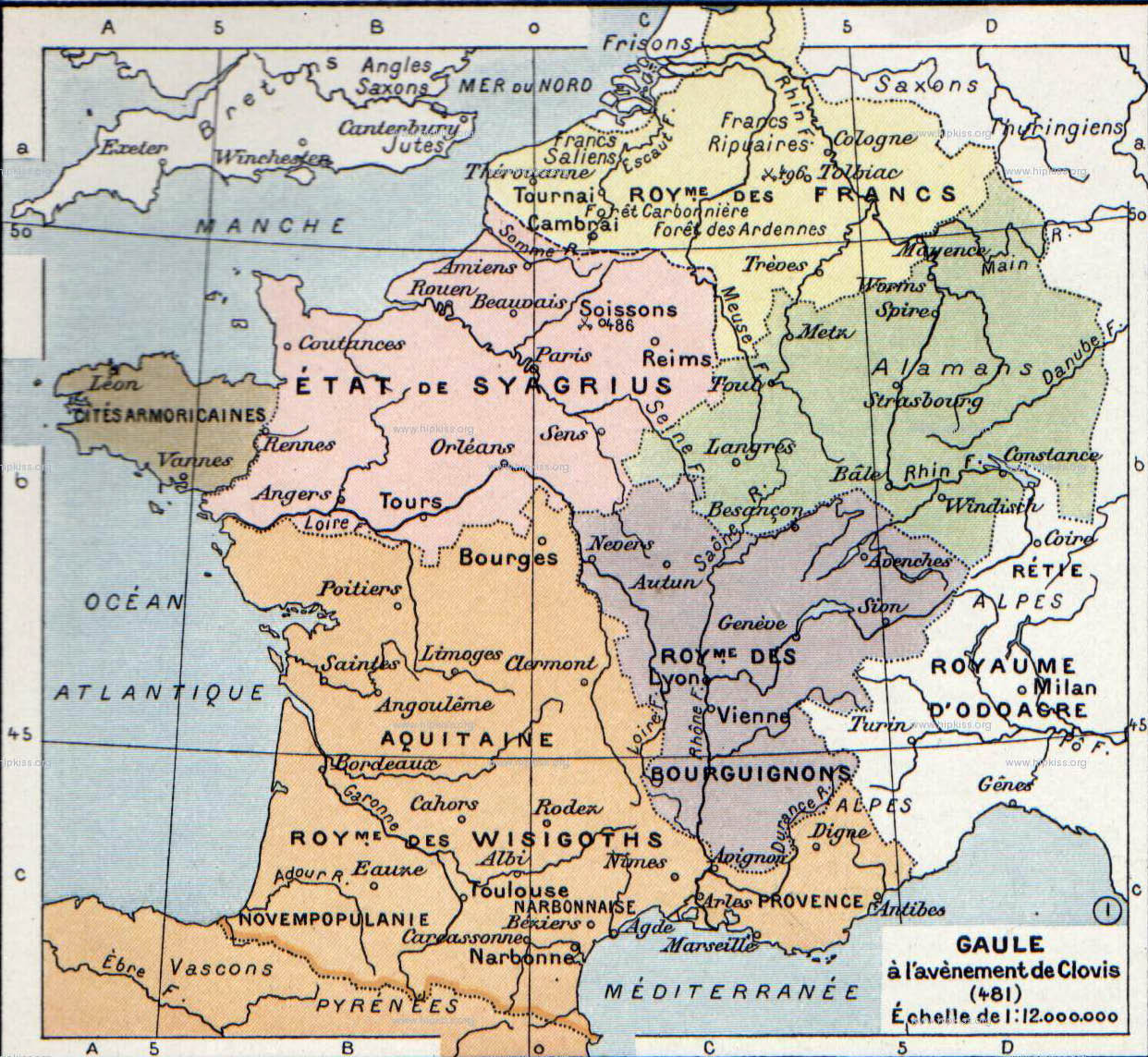
La Gàl·lia el 481, amb l'adveniment de Clodoveu: els francs i els alamans eren pagans, els reis visigots i els burgundis eren arrians. Només el regne de Siagri era catòlic

La presència dels cristians està testificada a la Gàl·lia al segle ii per les restes epigràfiques. Una de les primeres comunitats cristianes de la Gàl·lia estava situada a Lió; la coneixem a través de la història de la persecució dels grups de màrtirs de Lió el 177. Sant Dionís i els seus dos diaques, Rústic i Eleuteri, evangelitzaren entre els parisis i altres pobles del país de França on van fundar diverses esglésies abans de ser martiritzats al voltant del 250. Al segle iii es van formar dues diòcesis: la de Viena i la de la Gàl·lia.
Després que els edictes de tolerància de Galeri i Constantí, el Concili d'Arle va ser el primer que se celebrà a la Gàl·lia el 314 per condemnar els donatistes. El cristianisme es va desenvolupar inicialment a les ciutats romanes i al llarg de les rutes de transport, com ara les valls del Roine i del Saona. El camp i les regions poc romanitzades es van mantenir fidels a la religió gal·la.
La Gàl·lia, a principis del segle iv, era un mosaic on els illots del cristianisme eren més rars (comptant tanmateix amb 22 bisbes el 314) que les zones amb habitants d'una altra convicció religiosa. Entre dues, hi havia regions de sincretisme on es relacionaven les pràctiques cristianes i paganes. L'evangelització del camp gals progressava només molt lentament. L'acció de determinats missioners hi va tenir un paper important; sant Martí, n'és el més conegut. El seu zel missioner també es va posar a prova perquè, en aquella època en què es van elaborar els dogmes, l'arrianisme era, encara que divergent per algunes dècades, el cristianisme vigent a l'Imperi Romà; un dels quals es van convertir gots i els burgundis quan es van unir a l'imperi i la religió. Una vegada que havien acabat els dies dels primers màrtirs, que van permetre que sant Martí (en Ligugé el 361 i Marmoutier el 372), a Honorat d'Arle (a Lérins vers el 400) i a Joan Cassià (a Marsella el 416) per participar en l'aparició i el desenvolupament d'una nova forma d'espiritualitat cristiana a la Gàl·lia, el monaquisme i contribuir a la seva institucionalització.

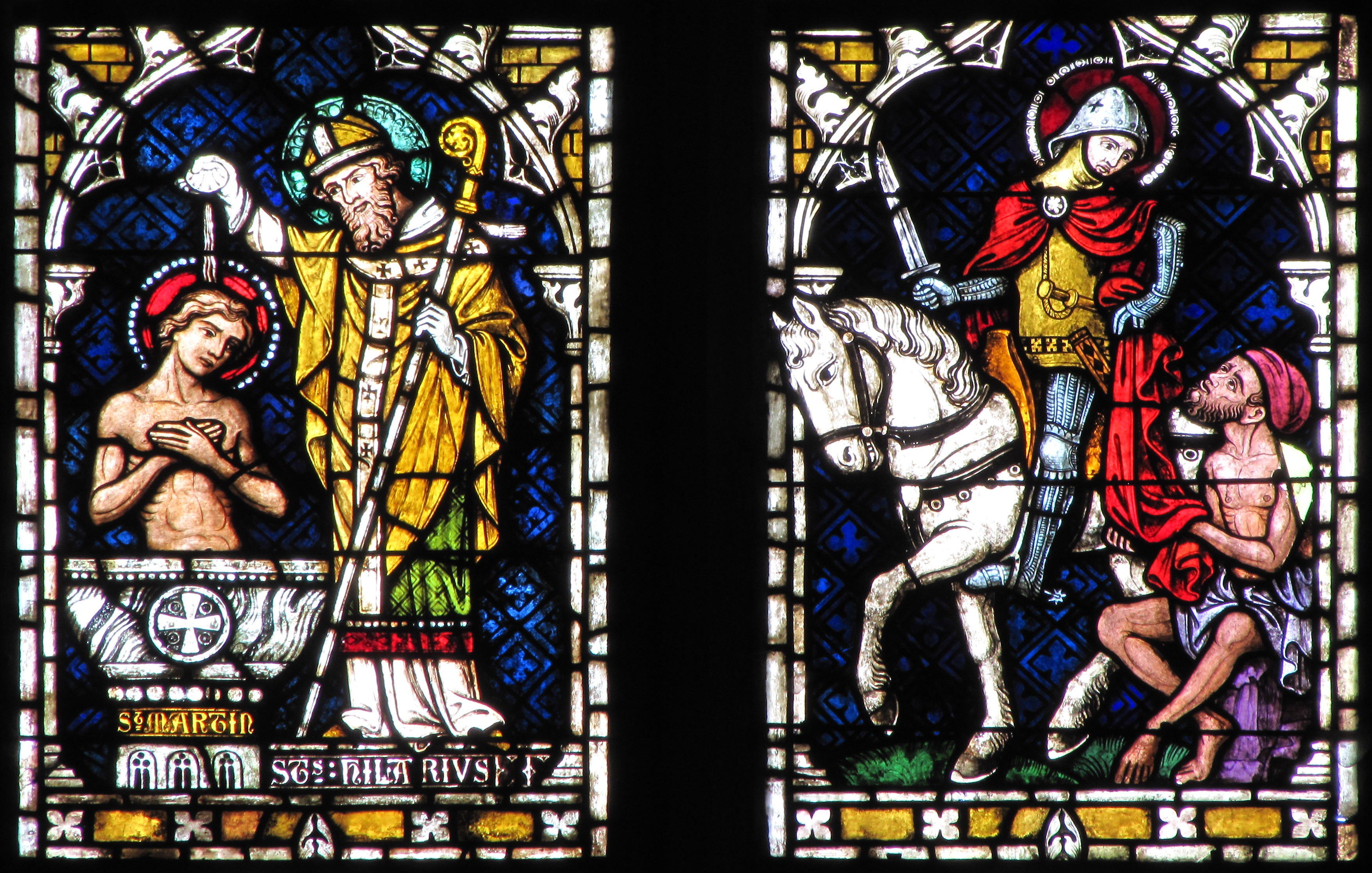
El baptisme i l'acte de caritat de Saint Martin representat en un vitrall de la col·legiata de Colmar.

El 380 l'emperador Teodosi el Gran va respectar, contràriament als seus predecessors, les resolucions del Concili de Nicea ; l'edicte de Tessalònia va fer del culte ortodox l'única religió oficial, i va abandonar la convivència amb altres conviccions. Al final del segle iv a la Gàl·lia hi havia 70 bisbes. Les invasions bàrbares, però, es limitaren als efectes de l'edicte de Teodosi: el regne visigot va ser governat pels governants arrians, com el regne de Borgonya. No obstant això, el començament del segle V va veure l'Església consolidar-se, per sempre, a la Gàl·lia, que havia ajudat a donar la seva part no només de sants, sinó també de pares de l'Església amb personatges com Ireneu de Lió, Hilari de Poitiers, Paulí de Nola, Vicenç de Lerins i Euqueri de Lió. Les comunitats també estaven ben desenvolupades i estructurades per fer un servei digne al Déu de la Nova Aliança. Aquest últim, tenint com a llengua litúrgica el llatí, que es viu diàriament per l'oració i acte eucarístic i que va seguir desenvolupant-se segons el ritu local. Els cantants en algunes parròquies havien adoptat el cant romà antic, encara que predominava el cant gal·licà.

### L'Alta Edat Mitjana
Quan Clodoveu i els seus vassalls van ser convertits al cristianisme en abraçar la seva ortodòxia (496) i quan els seus exèrcits van conquerir el regne visigot de Tolosa el 507 en derrotar una mena de lliga arriana, van aparentar ser legítims als ulls dels papes. Així, el cristianisme es va imposar-se veritablement en una Gàl·lia esdevinguda franca. D'Alaric II, Clodoveu va prendre el breviari que s'aplicava en el seu regne, moltes disposicions i lleis d'aquesta última organització de la vida dels cristians.

#### Els concilis i merovingis i desenvolupament monàrquic
El concili d'Orleans va ser convocat per Clodoveu el 511, quatre anys després de la conquesta de les províncies del sud-oest als visigots arrians. Era un Concili nacional, on els bisbes francs i visigots van ser convocats a una ciutat fronterera; no obstant això, les províncies germàniques i la Gàl·lia belga, encara poc cristianitzades, no estaven representades. Aquest concili no tenia una finalitat dogmàtica, li va lliurar a la codificació de la relació entre el rei i l'Església. Va ser el mateix per a la majoria dels concilis merovingis Van establir les bases de l'organització jeràrquica de l'Església al voltant dels bisbes nomenats pel rei i delimitar les competències legals dels diferents tribunals. La deficiència de les autoritats i establir magistrats tenia, des del segle v, també va animar els bisbes a prendre en les seves mans el destí de moltes ciutats; aquests eren sovint de l'antiga aristocràcia.
Dels nombrosos cànons d'aquests concilis s'ocuparen de la gestió dels béns materials de l'Església, i l'organització d'una vida monàstica en creixement durant els segles vi i vii, i en el qual la regla de Sant Benet va atorgar una unitat franca i occidental; que també va tenir la conseqüència de completar la seva separació de la seva contrapart oriental. L'Abadia d'Hauterive (prop de Castres) va ser, el 620, la primera de la Gàl·lia d'adoptar la regla benedictina, seguit del monestir de Troclar a Lagrave i de l'abadia de Fleury (en 651). Les abadies explotaven grans dominis provinents de dotacions reals o grans propietaris. Per elles, el cristianisme va arribar a les campinyes. Els seus fundadors, de famílies de l'aristocràcia franca, aviat van ser honrats per un culte als sants.
Sobretot a l'est i al nord de la Gàl·lia francesa, els monjos irlandesos també van evangelitzar les poblacions i van fundar, en menor mesura, monestirs (el més cèlebre és el de Luxeuil), però si els fruits de la seva evangelització romanen la seva espiritualitat específica, finalment, donaren pas a l'estandardització occidental-benedictina. Luxeuil i la seva "filla", l'abadia de Corbie, també eren coneguts per ser els més grans centres d'il·luminació. Un dels senyal del cristianisme que va acabar va ser la penetració del principi de proximitat dels morts amb els vius simbolitzat pels cementiris adjacents es van convertir en les esglésies dels pobles de la campanya gal·lo-franca.

#### Els Francs: reis i un poble elegit per Déu

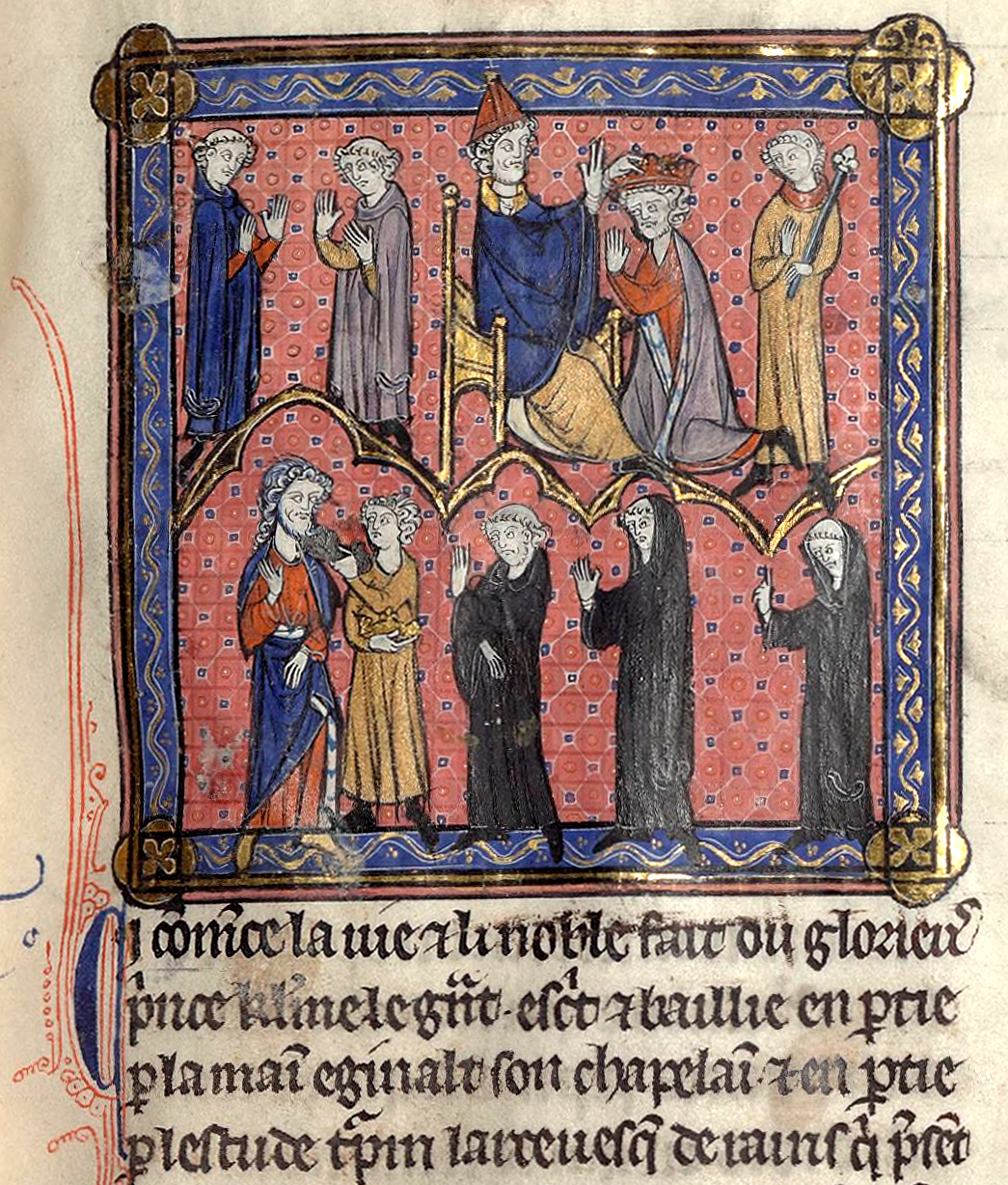
El papa Esteve II corona Pipí el Breu – Khilderic III és deposat. Grans cròniques de França. Biblioteca de Santa Genoveva, París.

Al segle VIII el cristianisme havia acabat totes les altres conviccions a el que més tard esdevindria de França. Es va establir la geografia de les parròquies: les urbanes i suburbanes depenien del bisbe mentre que el rural depenia dels nobles i dels monestirs. Els baptismes d'adults s'havien tornat escassos perquè els nens eren llavors arrelats de tradició. A nivell litúrgic, el claustre separava el cor dels fidels, com l'iconostasi oriental.
El fill de Carles Martell, Pipí el Breu, va començar al concili de Soissons amb el bisbe Bonifaci sanejà l'Església dels francs, assegurant-li el suport papal. Quan es deposà el darrer merovingi, establí la legitimitat de la nova dinastia en ser coronat a Saint Denis pel Papa el 754; la creació dels Estats Pontificis, conquerits als lombards, va segellar l'aliança amb el papat. Aquesta relació amb el papat va resultar ser més complexa.
En efecte, sobre la base de consideracions de sant Agustí i els papes Gelasi I i Gregori el Gran, Esteve II va recordar a les funcions de protecció dels representants de l'Església i temporals de Déu a la terra que eren els reis i emperadors, alhora que reafirma la superioritat del poder espiritual sobre el temporal; inicis d'aquesta voluntat, un cop completat, la doctrina de les dues espases al segle xiv. el baptisme de Clodoveu ja havia investit la reialesa d'una dimensió sagrada, però Esteve II nomenà Pipí com el «nou David» governant els francs, que és un «poble escollit». Sense ser un sacerdot, el rei dels francs, protector de les esglésies i rector de la Nova Aliança en mantenir una mica de caràcter i la seva plaça central, entre l'espiritual i el temporal, per tant fent d'ell un vicari o lloctinent de Crist; aquesta és la raó per la qual Raban Maur va fer representar Lluís el Piadós com a miles christi al seu Liber de laudibus Sanctae Crucis. Aquesta relació especial entre l'Església catòlica, el rei i el poble marcaria catolicisme francès durant molts segles.
La coronació que es desenvolupava llavors anava a ser un dels molts sacramentals pròpis del Regne de França.

#### L'Església i l'Imperi carolingi
Al voltant de 765, Pipí el Breu va instituir el delme per al benefici dels seus bisbes; aquest delme estava molt estés el 779 pel cartulari de Herstal. Particularment local, vers el 850, es desenvolupà el ritu lionès.
L'acció de l'Església, a través dels "renaixements francs", va ser considerable. El món monàstic i el dels sacerdots s'apropaven. Un moviment de centralització, volgut pels emperadors d'Occident, va afectar els monestirs, especialment a través de la codificació de la regla benedictina, liderat per Benet d'Aniana, i la reforma que era la seva aplicació més o menys autoritària. Els monestirs van créixer i es van enriquir; el que va permetre el desenvolupament de serveis hospitalaris.
El Dia de Nadal del 800, el papa Lleó III va coronar Carlemany com a emperador del Sacre Imperi Romanogermànic, formant els fonaments polítics i religiosos de la cristiandat i establint amb fermesa la llarga història del govern francès amb l'Església catòlica.

### La Mitja Edat Mitjana

#### Entre la reforma benedictina i l'establiment d'institucions eclesiàstiques
D'alguna manera, l'edat mitjana central de l'Església de França es va iniciar amb la creació, el 989, de la Pax Dei al Concili de Charroux. La Pau de Déu va ser llançada per Cluny i el seu orde benedictí que van ser els líders d'una reforma monàstica, intel·lectuals i culturals del segle x De considerable importància. A nivell litúrgic, el cant gregorià, marcat per neumes, s'havia convertit en la norma en el Regne de França; i Cluny novament va tenir un paper destacat.
Al segle xi, la reforma gregoriana es desplegà a França i es va trobar amb la resistència com el poder reial, i en menor mesura, amb el feudalismei alguna a Normandia sota els auspicis de Guillem el Conqueridor, d'acord amb els papes.

#### Pobresa, mística, predicació i ensenyament, una renovada espiritualitat al cristianisme
Nombroses ordres van néixer en territori francès: l'orde de Grandmont (1076), l'ordre del Cister (1098), l'orde de Fontevrault (1101), l'orde Trinitari (1194), els Canonges Regulars Premonstratesos (1120), l'orde del Temple (1129) i l'ordre de Predicadors (1215), a més de personatges que van marcar el seu temps, com Pere l'Ermità, Suger de Saint-Denis, Pere el Venerable, Pere Llombard i sant Lluís. Les fraternitats laiques cristianes també abundaven en aquella època; ja fossin professionals o integrats per penitents o persones caritatives. Noves pràctiques van néixer a França com el rosari, instituït per Domènec de Guzmán en 1208.

#### L'època de les croades

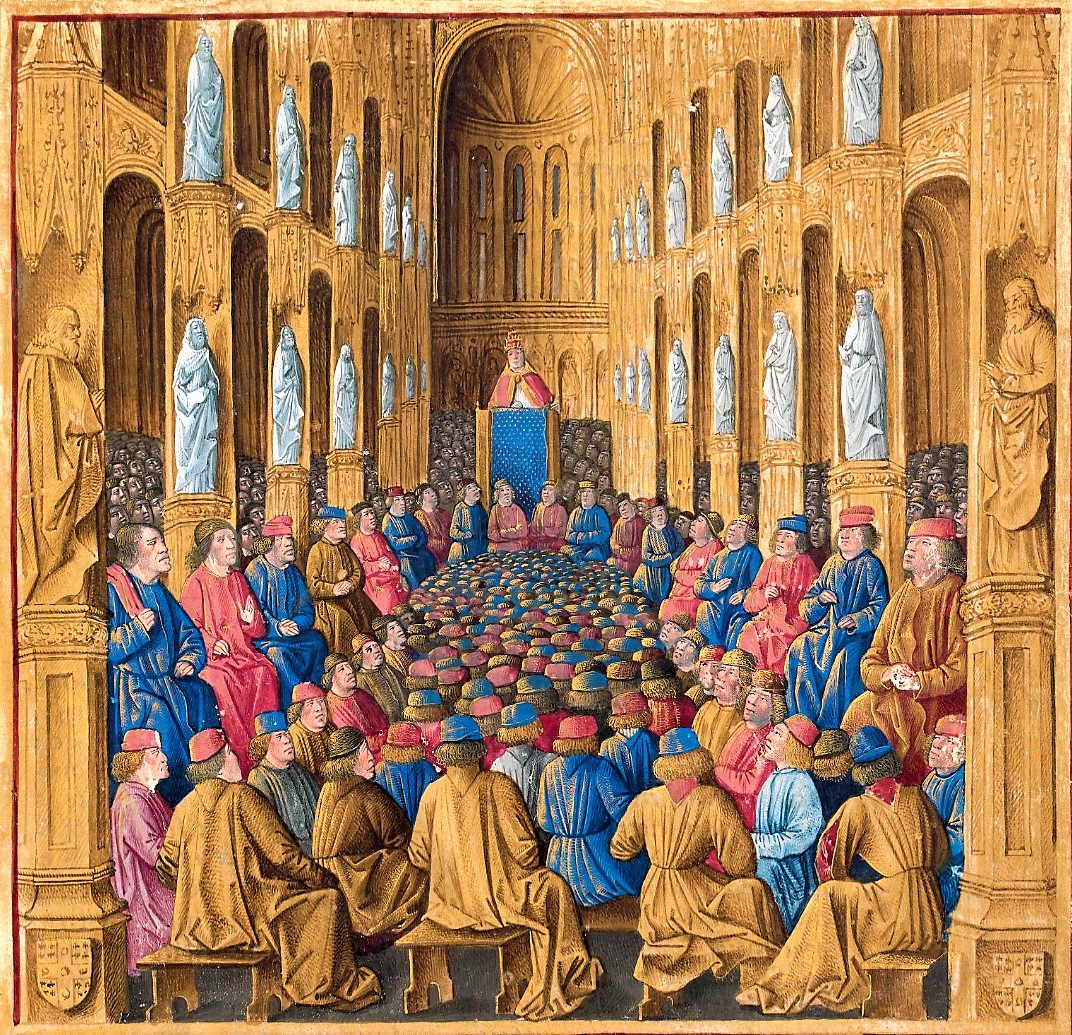
El Papa Urbà II al Concili de Clermont, a una il·luminació del Livre des Passages d'Outre-mer, de vers el 1490 (Bibliothèque nationale)

El Concili de Clermont, un sínode mixt d'eclesiàstics i laics dirigit pel Papa Urbà II al novembre de 1095 a Clermont-Ferrand va desencadenar la Primera Croada.

El Regne de França i la seva aristocràcia van ser protagonistes de les croades en general, amb personatges com Guiu de Lusignan sent coronats rei de Jerusalem. Després de la Quarta Croada, existeix un període conegut com la Frankokratia, on els catòlics llatins francesos van prendre parts de l'Imperi Romà d'Orient.
Una croada també va tenir lloc a territori francès al comtat de Tolosa amb la croada albigesa del segle xiii, convocada pel papa Innocenci III. Va ser a nivell local amb combats entre la Germandat Blanca catòlica i la Germandat Negre càtara. Els càtars van perdre i posteriorment van ser exterminats.
El 1312 el rei Felip IV va participar en la supressió dels templers pel papa Climent V; Felip tenia un profund deute financer amb els Templers.

### La Baixa Edat Mitjana

#### El papat d'Avinyó
.

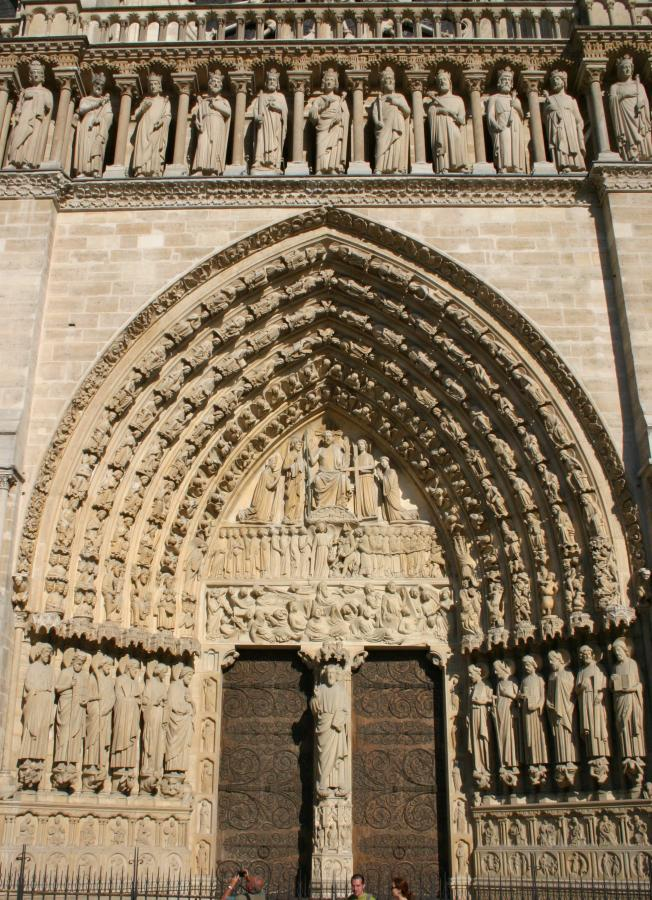
Portalada del Judici Final de la catedral de Notre-Dame de París

Al final de l'edat mitjana, els canvis econòmics van portar a la creació d'estats moderns que l'Església ja no tenia els mitjans de subjugar-se culturalment. Sobre el terreny polític, això es reflecteix en l'enfrontament del rei Felip el Bell de França i el papa Bonifaci VIII que intentaven afirmar la primacia absoluta del seu poder. A Itàlia, les lluites de la papa i l'emperador portaren a la confrontació entre güelfs i gibel·lins, als segles XII I XIV.
Aquests conflictes van conduir al principi a la instal·lació del Papat a Avinyó i després, al 1378, al Gran Cisma d'Occident. Quan la crisi va arribar a la seva fi (1417), França, que recentment havia estat colpejada a Agincourt (1415), estava experimentant una altra crisi, però aquesta vegada, principalment temporal, encara que inextricablement espiritual. L'església, que formava part de la funció social i cultural va ser substituïda per la burgesia des del segle xiii, va sortir moral i espiritualment debilitada per la crisi: van sorgir noves heretgies, el sentiment religiós estava canviant, les particularitats nacionals s'exacerbaven i el gal·licanisme es desenvolupava amb els actes oficials de la Pragmàtica Sanció de Bourges el 1438 i al Concordat de Bolonya de 1516.

#### La Triple Donació
Aquest esdeveniment va ser la primera renovació del Pacte de Reims; es va produir el 21 de juny de 1429 entre Joana d'Arc i el Delfí Carles, al prior de Notre-Dame de Charité-sur-Loire.
| « | Joana digué a Carles: «Senyor, ¿prometràs donar-me el que et demano?» El rei dubtà, però després consentí. «Senyor, doneu-me el vostre regne» El rei, estupefacte, dubtà novament; però, sostinguda per la seva promesa i subjecta per l'ascendència sobrenatural de la jove, «Joana", ell va respondre: «Et dono el meu regne». Després d'això, veient-ho tot prohibit i avergonyit pel que havia fet: «Aquí teniu el cavaller més pobre de França: no queda res». Això no fou suficient: la donzella requerí que un acte notarial fos redactada solemnement i signada pels quatre secretaris del rei. «Notari, escriu», digué la verge inspirada: «el 21 de juny, any de Jesucrist de 1429, a les 4 de la tarda, Carles VII dona el seu regne a Joana. Escriu de nou: Joana dona França al seu torn a Jesucrist.» Nostre Senyor, va dir en veu alta, ara és Jesucrist qui parla: «Jo, Senyor etern, ho lliuro al rei Carles» | » |

Aquesta consideració del rei de França, com a tinent de Crist el va portar a ser cridat també, des del segle xv i especialment des del segle xvi, l'«evêque du dehors» (el "Bisbe de fora").
Al segle xiv, la teologia que tendia cap a l'eclesiologia no era realment coneguda pel gran talent francès, llevat de Jean Gerson.

### L'Edat Moderna

#### El Renaixement
Durant el segle XIV i els segles següents, la qüestió de la salvació es va convertir en central i un toc de renovació sacsejà Europa Occidental, que va veure el desenvolupament de noves formes d'espiritualitat. Es van presentar altres tipus de confraries, com les del Rosari. A través del moviment renaixentista, el cristianisme francès va poder expressar-se en nous modes culturals. El concordat de Bolonya (1516) va donar suport al fet que Francesc I s'havia arrogat per si mateix el monopoli del nomenament dels bisbes del seu regne; també va portar a França a l'era del gal·licanisme.

#### La Contrareforma
Els teòlegs van emetre crítiques a la pràctica religiosa, a la conducta del clergat i a les posicions de l'Església que van provocar profunds trastorns i el naixement del protestantisme. Després del primer èxit de luteranisme, una segona onada de predicadors protestants es va estendre a França sota la influència de Joan Calví, incloent Guillaume Farel o Guiu de Brès.
L'Església Catòlica va reaccionar convocant el Concili de Trento especificant els seus dogmes, sobretot sobre la Revelació, de la redempció, l'Eucaristia i la mariologia. Al mateix temps, es va crear l'orde jesuïta va tenir un paper important en la Contrareforma.
A França, l'oposició entre catòlics i protestants va conduir a una guerra civil i fratricida, contrària a les virtuts cristianes més elementals. Els conflictes es van succeir entre 1562 i 1598, quan l'Edicte de Nantes va portar una tolerància relativa.

#### El Gran Segle
El Gran Segle va veure el sorgiment de l'escola francesa d'espiritualitat i l'afirmació del gal·licanisme que va enfrontar a Lluís XIV i part dels bisbes de França al Papa. Les inclinacions de semi-independència episcopals van ser atenuades per la submissió al rei per dret diví, únic mestre en el seu regne a Déu i va explicar el Bossuet en el seu llibre "Política presa de les Sangrades Escriptures". La xarxa de col·legis jesuïtes va continuar expandint*se, i la seva educació va ser molt apreciada. Aquest període també va ser fructífer en els sants: Francesc de Sales (que va crear l'orde de la Visitació i del qual, "Introducció a la vida devota" va ser un gran èxit), Vicenç de Paül, Louis-Marie Grignion de Montfort, Joan Eudes, Claude La Colombière i Margarida Maria Alacoque (els últims tres va ajudar a la propagació de la devoció al Sagrat Cor de Jesús). Es van fundar nous ordes religiosos: l'Oratori de Jesús, els sulpicians i els Germans de les Escoles Cristianes de La Salle.
El culte als sants va aconseguir el seu apogeu: la seva intercessió va ser reconeguda com a estreta i eficaç i el més popular eren els sants guaridors (sant Sebastià i, especialment, sant Roc) i els grans sants nacionals com ara sant Martin i sant Lluís. Els francesos, la gran majoria dels quals eren camperols, també sovint es dirigien a Saint Fiacre i Saint Vincent. Però és la Verge (a la qual es pregava a les advocacions de la Mare de Déu de la Misericòrdia i la Mare de Déu del Roser, Lepant encara estava fresca a les seves ments) que retorna la regla: no només única adoració va seguir augmentant, però es va convertir en el primer dels patrons de França després del vot de Lluís XIII el 1638. El rei també va oferir els estris que simbolitzen la corona i el lliri de França a la imatge de la Mare de Déu de la Basílica de La nostra Senyora de les Victòries. Per tant, l'Assumpció va assumir l'ofici, el 15 d'agost, de Dia Nacional i la tradició de l'oració per França es va instituir. La devoció als sants també va ser expressada per les peregrinacionsi per les creacions i les vides de les confraries religioses.
Moltes esglésies van ser construïdes, sovint d'arquitectura clàssica o barroca. No obstant això, el cristianisme catòlic s'expressava a través de les arts amb teòlegs i homes de lletres com Nicolas Coeffeteau, Jean-Pierre Camus, el cardenal Pierre de Bérulle i Blaise Pascal, sinó també pintors com Jacques Blanchard, Trophime Bigot, Sébastien Bourdon, Philippe de Champaigne, Georges de La Tour i Horace Le Blanc. Impulsat per la Contrareforma, la música religiosa va continuar el seu desenvolupament amb la multiplicació d'orgues, el Te Deum (Charpentier, Lully, De Lalande) i altres motets.

### La Revolució francesa
La Revolució Francesa, marcada per una decristianització política, nasqué d'una prolongada crisi financera. Centra principalment discursos i crítiques sobre els privilegis fiscals del clergat i la noblesa. Els ingressos dels delmes s'estimaven en més de cent milions anuals, als quals s'afegeixen ingressos immobiliaris del mateix ordre; els ingressos es distribuïen de manera molt desigual, el baix clergat de les regions pobres viuen frugalment del mínim.
L'11 d' agost de 1789 el deme es suprimeix, privant així al clergat d'una part dels seus recursos. El 2 de novembre del mateix any, a proposta de Talleyrand, bisbe d'Autun, la propietat del clergat es va convertir en propietat nacional que es vendria en lots per cobrir el dèficit de l'Estat. Sovint van ser comprades per la burgesia que tenia recursos significatius que permetien la compra ràpida.
El 13 de febrer es van abolir els vots de la religió i es van suprimir els ordes religiosos excepte, provisionalment, les cases hospitalàries i d'ensenyament.
Amb la Constitució civil del clergat de 1790, els clergues francesos havien de fer un jurament de fidelitat a la Constitució. A l'abril de 1791, el papa Pius VI va condemnar aquest jurament, que feia dels sacerdots gairebé funcionaris civils. Una altra de les conseqüències de la Constitució civil del clergat va ser l'elecció dels bisbes pels sacerdots de la seva diòcesi, en comptes de la forma prèvia de nomenament del poder polític amb la confirmació del papa.

### Un segle de concordat

#### L'aplicació del Concordat i l'autoritarisme napoleònic

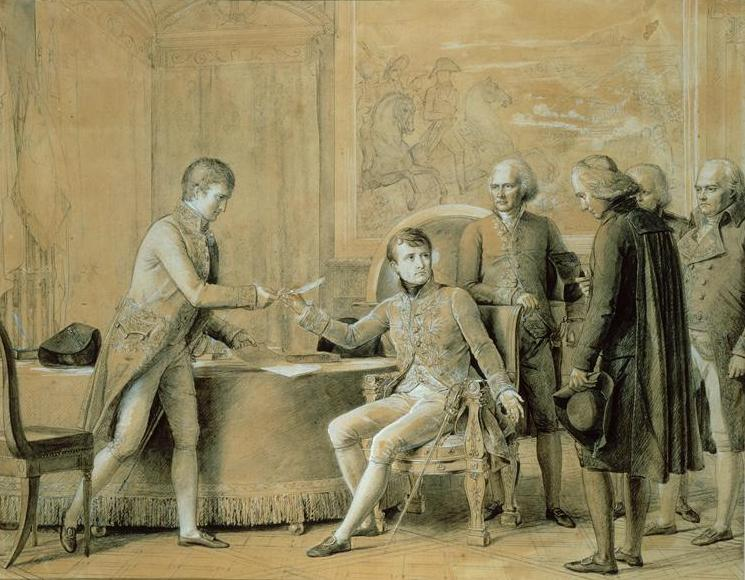
Signatura del Concordat entre França i la Santa Seu el 15 de juliol de 1801.

En 1801 Napoleó va establir un concordat, pel qual l'Estat no subvencionava només el catolicisme (reconegut com la religió de la majoria dels francesos), sinó també el judaisme i les branques luterana i calvinista del protestantisme. El concordat, creant relacions oficials entre l'Estat francès i el papat, va obligar a l'Església de França per reorganitzar la seva jerarquia i territorialitat inherent a la mateixa.
L'exigència formulada pel Primer Cònsol de formar un episcopat a voluntat obligà a cedir els dos bisbes refractaris a l'exili i els bisbes constitucionals encara al seu lloc. El 15 d'agost de 1801, el Papa Pius VII va promulgar dues decisions per permetre la reorganització: el breu Tam multa exigí la renúncia dels bisbes instituïts per Roma, mentre que el breu Post multos labores l'exigia als bisbes elegits. Aquesta intervenció directa de l'autoritat papal és un acte molt important, ja que va tornar a introduir el papat com una font de la institució canònica, que acabà els principis de l'Església gal·licana.
Dels 81 bisbes refractaris encara vius el 1801, 38 es van negar a enviar les seves dimissions al papa i van donar a llum a la Petite Église.
El maig de 1809, Napoleó va decidir annexar els Estats Pontificis a l'Imperi Francès i va obligar el Sacre Col·legi a residir a França. A partir de llavors, sabent també que el Papa no s'havia pronunciat sobre la possible invalidesa del seu matrimoni amb Josefina de Beauharnais, tretze dels vint-i set cardenals (incloent a Giulio Maria della Somaglia) no es va presentar a les noces de Emperador amb Maria Lluïsa d'Àustria, el 2 d'abril de 1810, que va tenir lloc al Palau del Louvre. En represàlia, Napoleó els va treure el seus vehicles, els seus servents, els va desallotjar de les seves llars i va prohibir qualsevol signe que pogués identificar-los com a cardenals. El destí dels "cardenals negres", ajudat pels fidels locals, va durar fins a 1813.

#### La Restauració i la monarquia de juliol
Després de la revolució de 1830 i la instal·lació en el poder de Lluís Felip I, l'Església catòlica és predominant es feu passar per legitimista. Una església cismàtica nasqué a París el 1831: l'«Església catòlica francesa» o «Església francesa». El moviment va ser prohibit pel poder en 1843.
La Revolta dels canuts el 1831 va ser un dels primers esdeveniments en què es manifestà la misèria dels treballadors. Frederic Ozanam va ser particularment molest. Seguint el primer apòstrof saint-simonià en una de les conferències d'història, va decidir fundar la Societat de Sant Vicenç de Paül per ajudar els pobres.

#### Segona República i Segon Imperi
Al principi, en general, Napoleó III va donar suport al catolicisme i viceversa, però la política italiana francesa, que va resultar ser hostil als Estats pontificis, va tendir a alterar les relacions mentre despertava l'oposició entre gal·licans i ultramontans.
Entre febrer i juliol de 1858 van tenir lloc les aparicions de Lorda, en que una nena de catorze anys anomenada Bernadette Soubirous va afirmar haver estat testimoni a Lorda, divuit aparicions d'una senyora que es va presentar com la Immaculada Concepció.

#### L'anticatolicisme republicà o laKulturkampffrancesa

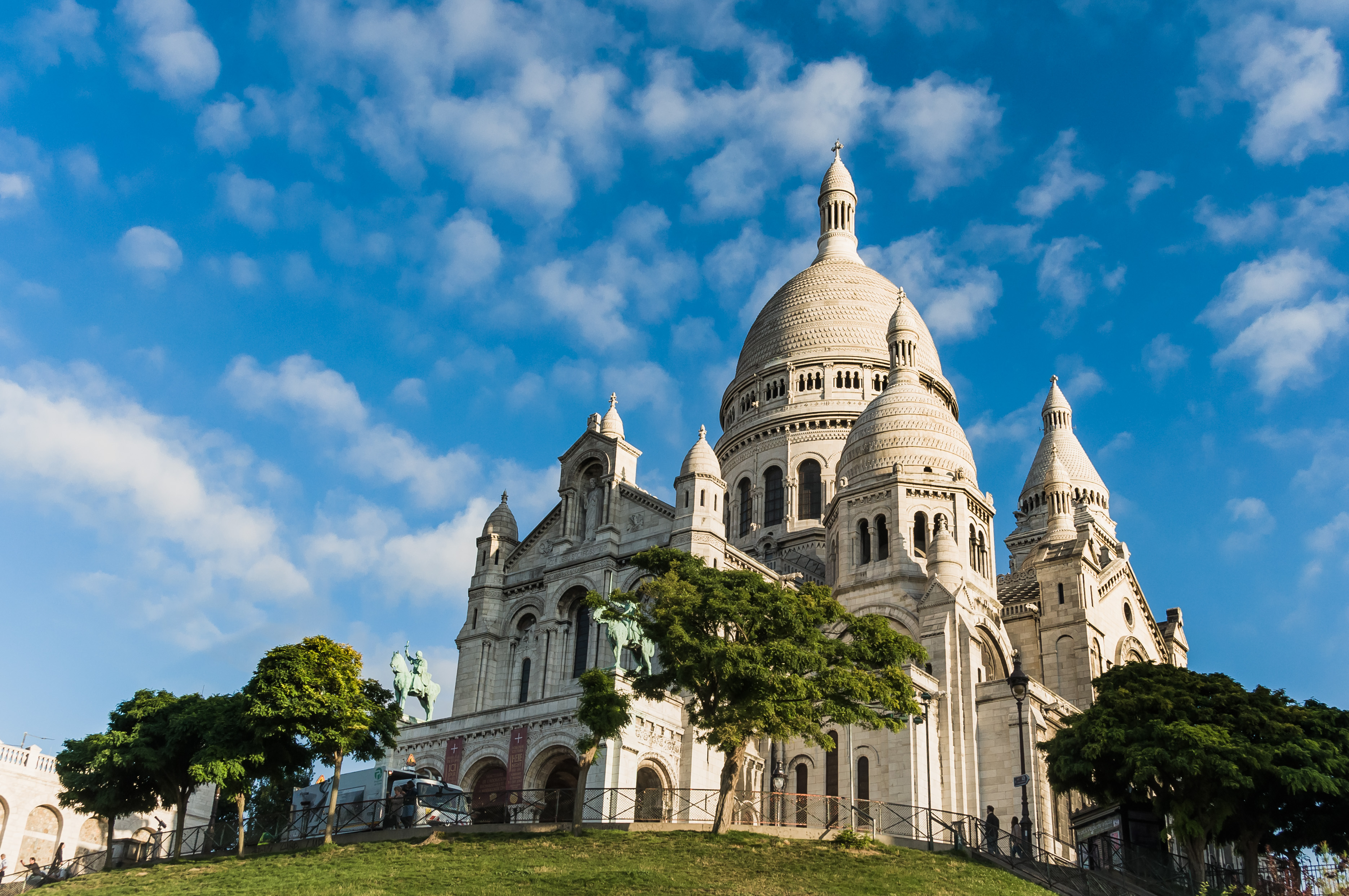
El Sagrat Cor de Montmartre.

El 1891, els successors de l'acció de Frederic Ozanam havien permès, a França, l'aparició del catolicisme social. Això va portar a Lleó XIII a promulgar l'encíclica Rerum novarum, que reconeixia els drets dels treballadors i recolzava solemnement el desenvolupament d'un moviment social. Alguns dels primers sindicats van ser els sindicats cristians: per exemple, el SECI, que es convertiria en el CFTC, es va crear el 1887, només tres anys després de la retirada de la prohibició de sindicar-se. Va ser creada després de la Federació Nacional de Sindicats el 1886, que es va convertir en la CGT el 1895.
La majoria dels catòlics practicants (el 90% entre una població batejats en el catolicisme) encara era realista i el règim de la jove Tercera República va portar una política anticlerical, el tancament de les escoles catòliques i convents. El papa, que volia curar definitivament les ferides del passat i enfortir la posició de l'episcopat maltractat per l'Estat francès, el 1892 va promulgar l'encíclica Au milieu des sollicitudes (Enmig de les angoixes). Dirigida als bisbes i el clergat de França i els catòlics francesos, els va animar a la Manifestació.

### El segle XX

#### Problemes doctrinals
D'acord amb Jacques Julliard l'església del segle xix va reemplaçar la Santíssima Trinitat pel Jesús, Josep i Maria.

#### La separació d'Església i Estat el 1905
Enfront l'oposició creixent de grups anticlericals descontents amb la influència de l'Església Catòlica en l'educació i la política, la Tercera República va emprendre una sèrie de reformes que van reduir aquesta influència, tot i la protesta dels grups clericals que la volien mantenir (veure Ultramontanisme). En 1903, el maçó Emile Combes, fent complir certs punts de la seva Llei de l'1 de juliol de 1901, va fer expulsar les congregacions catòliques restants. La llei de 7 de juliol de 1904, que prohibia d'ensenyar als membres de les poques congregacions que havien quedat, va ser la culminació de les mesures anticongregacionistes del govern Combes. El 1905, la llei sobre la separació d'Església i Estat va prendre la seva condició especial a les quatre religions d'estat (excepte a Alsàcia-Lorena, llavors alemanya), però els va deixar lliure ús d'edificis culturals que havien estat desposseïts durant la Revolució mantenint l'ús.
Les relacions diplomàtiques entre l'Estat francès i la Santa Seu es van restaurar 18 de maig de 1921, i va permetre l'establiment d'un modus vivendi sobre el nomenament de bisbes i l'acord sobre la fórmula jurídica de les associacions diocesanes per a la gestió dels béns de l'Església (aquestes associacions estaven en possessió de les esglésies construïdes després de 1905).
El 13 de desembre de 1908, durant la beatificació de Joana d'Arc, el Papa Pius X va recordar, per als catòlics, el paper de l'elecció del poble francès, havia confirmat en el seu testimoniatge a Maria Lataste el 1843: 

«Direu als francesos que facin tresor de les voluntats de sant Remigi, de Carlemany i de sant Lluís; aquests testaments que es resumeixen en les paraules tantes vegades repetides per l'heroïna d'Orleans: "Visca el Crist que és el rei dels francs!" - Només en aquest sentit, França serà gran entre les nacions; a aquesta clàusula, Déu la protegirà i la farà lliure i gloriosa; amb aquesta condició, podem demanar-li el que en les Sagrades Escriptures, és dit a Israel: "Que ningú no hagi conegut qui va insultar a aquest poble, excepte quan va partir de Déu".

#### La Segona Guerra Mundial
Durant la Segona Guerra Mundial l'Església catòlica va tenir un paper clau en la història del règim de Vichy, tant a la França Lliure com a la zona ocupada. Amb l'ascens al poder del mariscal Pétain, es va trobar amb una gran proximitat amb el nou cap d'estat i amb el nou govern, tant que alguns historiadors no dubten a parlar sobre el règim de Vichy com a "Estat clerical". L'episcopat romangué silent durant les mesures d'exclusió dels jueus preses pel govern de Vichy des de 1940.

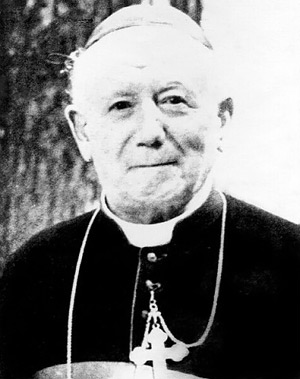
El cardenal Jules Saliège, reconegut com a Company de l'Alliberament i Just entre les Nacions per les seves accions durant la Segona Guerra Mundial

A França, sovint es va requerir als bisbes que es posicionessin sobre les accions de la Resistència que demanaven a tots els francesos que la recolzessin. Invariablement, segons Jacques Duquesne, els bisbes van condemnar els actes de violència comesos per la Resistència i van mantenir el mateix discurs: el govern de Vichy és legítim, només és un bon jutge de l'interès del país, no és qüestió de desobeir-lo.
Els catòlics, però, van participar en aquesta desobediència; els Quaderns de Testimoniatge Cristipa va aparèixer clandestinament a partir de novembre de 1941 defensat la resistència espiritual a la ideologia nazi.
A l'estiu de 1942, durant la primera batuda del Velòdrom d'Hivern, els prelats de la Zona Nord van considerar una declaració pública però la van abandonar; Les protestes públiques emanades d'alguns arquebisbes i bisbes de la zona sud - incloent monsenyor Gerlier, arquebisbe de Lió, monsenyor Saliège, arquebisbe de Tolosa. monsenyor Theas, bisbe de Montauban i monsenyor Moussaron, arquebisbe d'Albi – van tenir un impacte significatiu en l'opinió. Tanmateix, el 1943, l'Església havia de prendre una posició sobre la requisició de joves catòlics, en particular en el marc del Servei Laboral Obligatori.(STO). Al llarg de la primavera de 1943, el debat es va oposar violentament als partidaris de les dues tesis contràries: insubordinació o obediència.
El 3 de maig de 1944, el Papa Pius XII, reconeixent «el culte afectuós i cèlebre amb el que els francesos l'honoren», va declarar Teresa de Lisieux, patrona major de França, formant així amb la Mare de Déu i Joana d'Arc, la trinitat de les gran santes patrones del país; gest amb fort simbolisme per als catòlics francesos sabent que un mes més tard anava a tenir lloc a la terra de la santa, el desembarcament de Normandia que permetria l'alliberament de França. La depuració que va seguir potser va permetre la renovació d'una part de l'episcopat que reforçava la franja liberal de l'episcopat francès, adscrit a la Nova Teologia. Aquests bisbes apareixerien, de fet, més a prop, des del punt de vista polític-sociològic, moviments i corrents a l'esquerra.

#### La post-guerra (1945-1962)
Durant la primera meitat del segle xx, l'Església Catòlica encara gaudia de gran importància en la societat francesa; la pràctica era alta, els sagraments (baptismes, matrimonis religiosos) es van practicar en més d'un 90% de la població, i els funerals a l'església involucraven el 95% dels enterraments. Les ordenacions de sacerdots estaven encara en un nivell alt: tot i el descens que va seguir la llei de separació, registrarien posteriorment un ascens, amb un pic que va seguir la Segona Guerra Mundial (1650 ordenacions en 1949). En el cens de 1954, el 34% dels francesos van dir que anaven a missa cada diumenge.
Després de la guerra, els laics catòlics participarien en diferents camps de l'acció social: això pot variar des de la fundació d'Emaús, en 1949, per l'abat Pierre (qui també va llançar la seva famosa crida de l'1 de febrer de 1954), a la Ciutat Catòlica, passant per les obres i maraus de l'Ordre de Malta.

#### El Concili Vaticà II
A finals de l'estiu de 1968, el general de Gaulle, llavors president, afirma al nou arquebisbe de París, el cardenal François Marty, que «el Concili del Vaticà II és l'esdeveniment més important del segle, perquè no canviem no l'oració de mil milions d'homes sense tocar l'equilibri de tot el planeta.». El cardenal Liénart, punta de llança dels prelats francesos al Concili, més tard va afirmar que el Vaticà II va ser l'"apoteosi de la seva vida", mentre que el seu homòleg belga, el cardenal Suenens, va afirmar que «el Concili va ser el 1789 a l'Església» deixant que el pare Yves Congar anés més enllà tot dient que «L'Església ha fet pacíficament la seva Revolució d'octubre».

#### Final del segle XX i declivi

##### El post-Vaticà II i els anys 1970
A finals dels anys seixanta i principis dels setanta es va produir el canvi del paradigma de la litúrgia i de la missa en particular. De fet, diverses promulgacions, a més del pas del llatí al francès, van modificar successivament, els textos, els sagraments i els rituals per tal de concretar la Sacrosanctum Concilium, una de les constitucions del Vaticà II:
- Març de 1969: nou ritual del matrimoni
- Abril de 1969: promulgació del nou Ordo missae
- Maig de 1969: nou ritual baptismal per a nens.
- Novembre 1970: nou breviari amb la constitució apostòlica Laudis canticum.
- Agost de 1971: constitució apostòlica Divinae consortium naturae per a una nova confirmació
- Gener de 1972: nou ritual de bateig per a adults.
- Novembre de 1972: la nova extrema unció es va convertir en l'unció dels malalts
- Desembre 1973: un nou ritual de confessió es va convertir en sagrament de penitència i reconciliació

La disminució del nombre d'ordenacions sacerdotals havia començat a principis del segle xx, malgrat un augment en la dècada de 1940, però a principis de la dècada de 1970, el catolicisme francès va ser afectat per una caiguda significativa en fidels. Un feix de causes convergents sembla que van portar el reflux del catolicisme a França sense afectar altres denominacions. En la dècada de 1970, molts sacerdots francesos van deixar el seu ministeri i tornant a l'estat laical. Grans teòlegs francesos que treballaven al Concili, com el Pare de Lubac, el pare Boyer i monsenyor Daniélou, van denunciar la crisi teològica i altres abusos que va seguir el Vaticà II, l'últim dels quals fins i tot s'utilitzà el terme "assassins de la fe." Els escriptors catòlics també van protestar contra els excessos i abusos com Jacques Maritain, Étienne Gilson, Jean Guitton i Maurice Druon amb el seu famós "Una Església que està equivocada del segle". Va ser també un període en què la revisió dels missals i ritus va alterar els hàbits litúrgics dels francesos, especialment els de la missa i el funeral.
Causes de reflux
Aquest reflux va ser constatat per moltes enquestes i alguns estudis com: "Els Fills del Bon Déu -els catòlics francesos i la procreació al segle XX" (Martine Sèvegrand, Albin Michel, 1995 476p) i "La religió va donar a conèixer - Nova Geografia catolicisme "(Jerome Fourquet, Hervé Le Bras (Fondation Jean Jaurès, 2014, pàg 132). 

Les causes cal situar-les en el context més general de la difusió de l'educació, trauma relacionat amb els conflictes del segle xx que entelaren la voluntat moral de l'Església, i el qüestionament de la societat patriarcal (Codi de Napoleó). Més en concret, dos dels principals esdeveniments de 1968 van ser el lema "Fes l'amor i no la guerra" i l'encíclica Humanae Vitae, que va ser seguida en 1975 per la llei Weil sobre l'avortament i un retorn sobre el Vaticà II com el següent paràgraf explica força bé: l'abandó de la classe obrera en la post-guerra i la "onada pastoral" de Concili, l'Església va tornar a una estricta tradició moral i dogmàtica estava lluny d'una bona part de la classe mitjana urbana, i, enfront de la disminució de les vocacions, es va veure obligada a reduir la seva presència fora de les grans ciutats.
Sociològicament, la majoria dels sacerdots francesos estaven ancorats a l'esquerra, o fins i tot a l'extrema esquerra, i podien incloure a les seves files personalitats com André L'Hénoret i Robert Davezies. Per tant, no va ser sorprenent que quaranta-quatre bisbes acollissin, el 1974, a Georges Marchais durant el congrés de la Joventut Obrera Cristiana. De la mateixa manera, el 1979, la majoria dels bisbes francesos estava a favor de la cooperació amb el Partit Comunista i dos terços d'ells s'aproven les idees marxistes.
Aquest període és el de «els anys bells de l'Acció catòlica, la Joventut Agrícola Cristiana (JAC), la Joventut Obrera Cristiana (JOC) i la Joventut Estudiant Cristiana (JEC)», «l'afirmació de la CFTC es va convertir principalment en la CFDT l'any 1964». Al llarg dels catòlics d'esquerra formen "part integrant del Partit Socialista". No obstant això, aquest compromís en els assumptes mundials és seguit per una dessecació de la fe.

#### L'explosió "wojtylio-lustigériana"

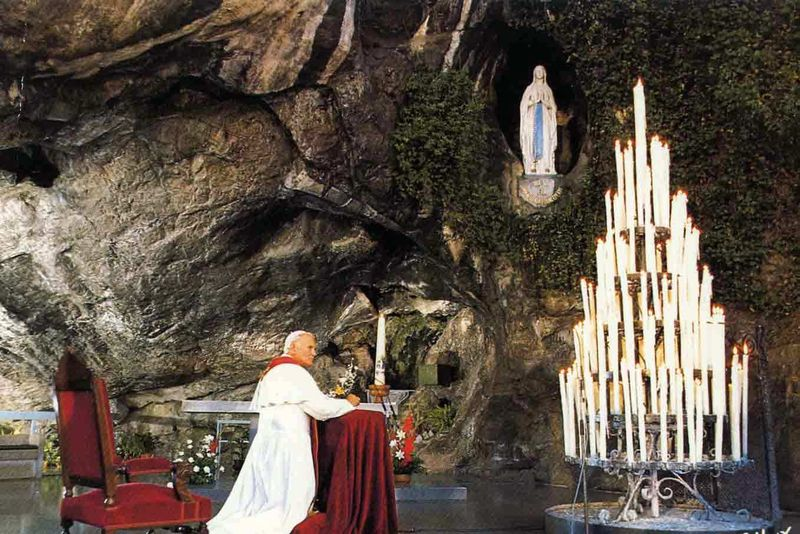
El Papa Joan Pau II a la gruta de Massavielha a Lorda.

A la fi dels anys vuitanta, França tenia prop de 38.000 parròquies, sobre el mateix nombre que les comuns. L'èxode rural i la manca de sacerdots han reduït aquest nombre al voltant de 15.000 (xifra de 2006).
Va ser en aquest moment que aparegueren les noves comunitats de renovació carismàtica. El 1984, monsenyor Jean-Marie Lustiger va refundar l'escola de la catedral de París.
L'era Wojtyla està marcada per vuit visites del Papa Joan Pau II a França: durant una missa a Bourget el 1980, va fer aquesta pregunta: «França, filla gran de l'Església, ets fidel a les promeses del teu bateig?» Va arribar a Reims el 1996 per celebrar el 1.500è aniversari del baptisme de Clodoveu, i el 2004 per al 150è aniversari de la proclamació del dogma de la Immaculada Concepció, celebrant els oficis a la gruta de Massavielha.
El mateix any, el projecte de llei Savary, elaborat per Alain Savary per ordre del president François Mitterrand, pretenia integrar les escoles privades de França a un "gran servei públic".
Les associacions catòliques així com les dels pares de l'Escola Lliure van reaccionar amb força: el  Moviment de l'Escola Lliure va organitzar una gran manifestació a París el 24 de juny de 1984, reunint més d'un milió de persones. La Conferència Episcopal de França va donar públicament el seu suport als manifestants a través de Monsenyor Jean Vilnet, el seu president, així com dels bisbes Jean-Marie Lustiger i Jean Honoré.

La retirada del projecte anunciada per François Mitterrand el 14 de juliol de 1984 portà a la renúncia del ministre Savary i del primer ministre Pierre Mauroy.

### El segle XXI

#### EL segle XXI i els desafiaments
La Beca Diaconia 2013 servint la Fraternitat, va mobilitzar les parròquies sobre la qüestió de servir als pobres com a part integral del cristianisme, juntament amb l'arribada del papa Francesc al papat, percebut com el "Papa dels Pobres".
El 20 de setembre de 2015, s'inaugurà la catedral de Nostra Senyora de Créteil.

#### El Catolicisme davant la introducció de la intimitat en política
Segons Jacques Julliard, el fet que els polítics legislin cada vegada més en temes de sexualitat, família, biologia, etc. - el que es diu la intimitat - causant un risc de multiplicar els conflictes no només amb l'Església Catòlica, sinó també amb altres religions.

#### El lent augment del tradicionalisme i redretització
Marcat per recuperar-se pel modernisme i el catolicisme liberal encoratjat pel Concili Vaticà II, que traduí els moviments d'Acció Catòlica, l'Església a França des del començament del segle XXI "viu amb por, una por reforçada per una incontestable agressió antireligiosa i una legítima sensació d'impotència". Aquest sentiment davant la pèrdua de legitimitat de la institució catòlica, la deserció militant i l'hegemonia cultural i moral de l'esquerra liberal va conduir a la retirada de la identitat entre els catòlics practicants a la dreta i la desil·lusió entre els catòlics d'esquerres que van marcar els fracassos socialistes de François Mitterrand a François Hollande. Henri Tincq «assenyala una" identitat "cato-identitària"» "d'aquesta Església que «es refugia en una contra-societat refractària a qualsevol novetat. El matrimoni per a tots ha estat un disparador, l'islam és més que terrorífic; està convençuda que existeix una "catòfobia», que es tradueix en l'ascens dels blogs emblemàtics conservadors i tradicionalistes de l'esfera catòlica i redreititzaciódel catolicisme francès.
El 2017, l'episcopat francès va formalitzar 84 sacerdots francesos ordenats en estructures diocesanes franceses. Al costat d'aquests, relativament nombrosos eren, el mateix any, les ordenacions dels sacerdots tradicionalistes francesos. Aquests últims (25), de la FSSPX i d'instituts com l'IBP, el FSSP o l'ICRSP, sumat al primer total de 109 sacerdots. El fet és que la quarta part dels sacerdots francesos ordenats el 2017 és, doncs, tradicionalista; per no esmentar aquells amb fibra "tradicional" (Comunitat de Sant Martí).

## Representativitat actual
Si el catolicisme roman a França com la religió majoritària que porta des de fa segles, aquesta religió històrica es troba en relativa disminució. Dos terços dels francesos es reconeixen catòlics, però menys del 5% (enfront del 20% el 1960) diuen que assisteixen a una església tots els diumenges, amb un 15% de manera regular, de l'ordre d'un cop al mes, el que fa França, el país catòlic europeu, on la pràctica del diumenge és la més baixa.

### Xifres oficials

#### Pràctica dels sagraments
El nombre de catòlics a França no és precisament conegut: de fet, la recopilació d'informació confessional està prohibida durant els censos, i aquesta informació és, per tant, exclusivament de les enquestes. L'Església Catòlica no proporciona xifres del nombre total de batejats a França. Es calcula que entre 42,8 i 45,4 milions, o 67,6 a 71,7% dels francesos.
Les xifres proporcionades per l'Església catòlica són les de la quantitat de baptismes, confirmacions i matrimonis. S'estan reduint constantment fins al 2012 (les últimes xifres disponibles): avui, gairebé un terç dels nens nascuts a França es batejaven els primers anys de la seva vida, en comparació amb sis de cada deu a finals del segle XX:
|                                                                         | 1980    | 1990    | 1995    | 2000              | 2005              | 2010              | 2011    | 2012    | 2015    | Evolució 1990-2015 |
| ----------------------------------------------------------------------- | ------- | ------- | ------- | ----------------- | ----------------- | ----------------- | ------- | ------- | ------- | ------------------ |
| Baptismes                                                               | 559.521 | 472.130 | 424.829 | 400.327           | 349.075           | 302.941           | 297.967 | 290.282 | 262.314 | - 44 %             |
| batejos d'infants de 0 à 7 anys                                         | 553.418 | 458.626 | 407.128 | 380.093           | 325.878           | 283.570           | 279.350 | 270.578 | 240.159 | - 47 %             |
| nombre de naixements a França                                           | 784.300 | 793.071 | 759.058 | 807.405           | 806.622           | 832.799           | 821.562 | 819.191 | -       | -                  |
| baptismes d'infants en % de nombre de naixements                        | 71 %    | 58 %    | 54 %    | 47 %              | 40 %              | 34 %              | 34 %    | 33 %    | -       | -                  |
| batejats de més de 7 anys                                               | 6.103   | 13.504  | 17.701  | 20.961            | 23.197            | 19.371            | 18.617  | 19.704  | 22.155  | + 64 %             |
|                                                                         |         |         |         |                   |                   |                   |         |         |         |                    |
| Confirmacions                                                           | -       | 91.281  | 85.649  | 62.003            | 49.516            | 46.475            | 41.950  | 44.011  | 43.627  | - 52 %             |
|                                                                         |         |         |         |                   |                   |                   |         |         |         |                    |
| Matrimonis catòlics                                                     | 184.540 | 147.196 | 125.847 | 122.580           | 97.432            | 74.636            | 71.146  | 70.369  | 55.854  | - 62 %             |
| unions civils (inclosos els matrimonis civils)                          | 304.084 | 287.000 | 250.651 | 327.776 (305.500) | 332.073 (271.600} | 457.212 (251.654} | -       | -       | -       | - (-)              |
| matrimonis catòlics sobre % d'unions civils (en % de matrimonis civils) | 61 %    | 51 %    | 50 %    | 37 % (40 %)       | 29 % (36 %)       | 16 % (30 %)       | -       | -       | -       | - (-)              |
|                                                                         |         |         |         |                   |                   |                   |         |         |         |                    |
| Ordenacions (mitjana de 5 anys)                                         |         |         |         |                   |                   |                   |         |         | 120     |                    |

Des de la dècada de 1990, hi ha un augment en el nombre de baptismes d'adults, apropant-se als cinc mil a l'any, però que representa només l'1% del nombre total de baptismes. Mentrestant, s'han produït peticions de "desafiliació religiosa" dels catòlics convertits en apòstates havent de ser ratllats en els registres parroquials, del voltant de mil persones per any.
Finalment, cal assenyalar que a França, el 80% dels funerals són celebrats per l'Església catòlica.

#### Clergat
L'any 2012, oficialment hi ha poc menys de 7.000 sacerdots menors de 75 anys. Entre 80 a 90 sacerdots són ordenats cada any, quan es necessiten vuit vegades més per compensar el nombre de morts També hi ha 189 sacerdots estrangers a les diòcesis de França; que són majoritàriament dels països de l'Àfrica subsahariana
El 1980, la celebració de la missa dominical ja no estava assegurada a la meitat de les parròquies de França.
|                                     | 1965   | 1980   | 1990   | 1995   | 2000   | 2005   | 2010   | 2011   | 2012   | 2015   | Variació 1990-2015 |
| ----------------------------------- | ------ | ------ | ------ | ------ | ------ | ------ | ------ | ------ | ------ | ------ | ------------------ |
| Sacerdots diocesans                 | 49.100 | 38.291 | 25.203 | 22.199 | 19.234 | 16.075 | 14.112 | 13.822 | 13.331 | 11.908 | - 52 %             |
| Diaques permanents amb un ministeri | -      | 43     | 589    | 1.051  | 1.499  | 1.960  | 2.420  | 2.450  | 2.540  | 2.694  | + 357 %            |
| Monjos i religioses                 | -      | -      | -      | -      | 62.205 | 53.749 | 40.050 | 35.999 | 35.445 | 30.461 | -                  |

Per compensar el reduït nombre de sacerdots, cada vegada hi ha més laics que presten serveis a les parròquies: catequesis, preparació per al matrimoni, acompanyament funerari, però també finances, manteniment de registres. Des de la dècada de 1990, el diaconat ha estat ressaltat: el nombre d'ordenacions dels diaques és del mateix ordre que el dels sacerdots, uns 90 per any.

### Estudis i enquestes
Els sociòlegs confien en diversos tipus d'informació per estimar el nombre de catòlics: les enquestes encarregades per diverses organitzacions s'han de prendre amb compte, perquè declarar que un catòlic pot cobrir realitats molt diferents; els resultats poden, per tant, dependre molt significativament dels detalls de la pregunta plantejada. També s'utilitzen xifres proporcionades per l'Església per a la quantitat de baptismes, però també per elements que indiquen les pràctiques: regularitat en l'assistència a la missa o puntual per a esdeveniments importants, com ara casaments i enterraments religiosos. L'Insee estudià també examinar «l'estat de la pràctica religiosa» en un marc sociològic. Altres elements significatius són l'elecció de l'educació confessional, la participació en esdeveniments de masses com els pelegrinatges i la taxa de renovació del clergat.
S'ha produït un declivi constant de la pràctica religiosa catòlica des de la dècada de 1960. Els francesos que es declaren catòlics van passar del 87% de la població el 1972 al 64% el 2009 (41,5milions), i els practicants del 20% a 4,5% en el mateix període (3,2 milions). Segons un sondeig d'opinió realitzat per al periòdic La Croix el 2017, el 5% de la població francesa assisteix regularment a la missa, el 53% es diu catòlics i el 23% es defineix com a "catòlics compromesos, és a dir, és a dir, que se senti vinculat a la vida de l'Església d'una manera o altra". Jean Sévillia afirma que França té 47 milions de persones batejades el 2015, i s'estima que aquest nombre serà d'entre 33 i 37 milions l'any 2045.
Durant el mateix període, les altres confessions i religions van veure que la seva representació va augmentar lleugerament entre la població francesa, la religió musulmana en particular, a més d'augmentar ràpidament el nombre de persones que es declaraven "sense religió", del 21% a 28% entre 1987 i 2009. En 2013, els sense religió són el grup més gran entre els menors de 35 anys, i gairebé la meitat de 18-24 anys.

## Organització

### Diòcesis
Vegeu: Llista dels bisbats i arquebisbats de França

Circumscripcions eclesiàstiques i diòcesis franceses des de 2002

França està dividida en 104 diòcesis (93 diòcesis territorials a França, que es corresponen generalment als límits dels departaments, 9 de ultramar, una diòcesi en l'exèrcit, i la missió de França). Cada diòcesi està sota l'autoritat d'un bisbe que gaudeix dels poders més extensos: l'Església és diocesana.
Les diòcesis s'agrupen en 15 metròpolis (la mida d'una regió) denominades províncies esclesiàstiques, al capdavant de les quals hi ha un arquebisbe, l'Arquebisbe Metropolità. Aquest últim no té autoritat real sobre els seus bisbes sufraganis, però té un paper coordinador per a totes les preguntes que requereixen respostes en un territori extens. Els arquebisbats de major prestigi en general són creats cardenals: aquest és el cas a París i Lió (sempre com a seu primat de les Gàl·lies) i Bordeus i Marsella (sovint).
Les diòcesis es divideixen en deganats, dividits en parròquies, servida per un rector (el sacerdot principal). Fins a la dècada de 1990, les parròquies es corresponien als límits del municipi rural o zona urbana servida per una església. A mitjans de 1990, les diòcesis van dur a terme una agrupació de parròquies per fer front a l'escassetat de sacerdots, per la qual cosa la parròquia ara més en línia amb els límits del municipi (anomenat parròquia "multi-campana") .
No hi ha cap autoritat catòlica a França; les qüestions específiques de l'Església catòlica a França són abordades per la Conferència Episcopal de França (CEF). En record de la implantació paleocristiana de Lió, l'arquebisbe de Lió, té una dignitat especial i encara es coneix com el "Primat de les Gàl·lies".

### Casos especials
Juntament amb aquestes branques principals de l'Església, l'Opus Dei pot coexistir amb una jerarquia pròpia gràcies a la seva condició de prelatura personal.
Gairebé tots els fidels de l'Església catòlica a França estan vinculats a l'Església catòlica. Únic a França a causa de diversos factors (la història, el testaferro que representa Monsenyor Marcel Lefebvre), el tradicionalisme està particularment implant. En comparació amb altres països, moltes capelles "Ecclesia Dei" estan presents en el territori depenent més o menys, segons els seus estatuts, a les diòcesis; fins i tot evolucionant a la vora d'aquestes, com la Fraternitat Sacerdotal Sant Pius X. França també alberga la seu d'un institut Ecclesia Dei: l'Institut del Bon Pastor.
A més, hi ha diverses organitzacions independents que afirmen que el catolicisme, com l'Església galicana o la Petite Église (sele XIX), o les esglésies sedevacantistes (segle XX).

### Sants patrons
Aquests sants, membres de l'Església triomfant, han estat reconeguts com a sants patrons i protectors de França en diferents moments; que explica per què la jerarquia d'aquest reconeixement podria evolucionar al llarg dels segles.
| Sant                    | Estatut           | Santuari o lloc de culte principal      |
| ----------------------- | ----------------- | --------------------------------------- |
| Santíssima Mare de Déu  | Patrona principal | Santuari de Lorda                       |
| Santa Joana d'Arc       | Patrona major     | Basílica de Domrémy                     |
| Santa Teresa de Lisieux | Patrona major     | basílica de Sainte-Thérèse              |
| Sant Miquel             | Patró secundari   | Abadia del Mont-Saint-Michel            |
| Sant Martí              | Patró secundari   | basílica de Saint-Martin de Tours       |
| Sant Dionís             | Patró secundari   | basílica de Saint-Denis                 |
| Sant Lluís              | Patró secundari   | Catedral de Sant Lluís de Versalles     |
| Santa Radegunda         | Patrona secundari | Església de Santa Radegonde de Poitiers |
| Sant Remigi             | Patró secundari   | Abadia de Saint-Remi                    |
| Santa Peronella         | Patrona secundari | Capella de Santa Peronella (a Roma)     |

## Litúrgia

### El missal
S'utilitza per a la missa, la nova traducció del Missal va entrar en vigor durant la Quaresma en 2017, omplint el retard gran i dura comprensible vis-a-vis la tercera edició romana que data de 2002. Aquesta nova traducció està en línia amb l'esperit de l'encíclica de Joan Pau II publicada el 2003, Ecclesia de Eucharistia i el seu corol·lari, Redemptionis Sacramentum, publicat el 2004.

### El leccionari
Ofereix els textos de l'Escriptura per escoltar i meditar. Al novembre de 2014, després de l'entrada en Advent, el nou leccionari temporal Francès (no santoral en 2016) va assumir oficialment el càrrec per a l'obertura del nou any litúrgic.

### L'evangeliari
S'utilitza per a l'anunci de l'Evangeli. La nova traducció de l'evangeliari és per al Advent 2016. Tots dos llibres tenen traduccions, vis-a-vis de la seva edició típica en llatí, més fidels que els que el van precedir i són el fruit d'una col·laboració entre l'Associació Episcopal de Litúrgia per als països de parla francesa (AELF) i l'editor Mame.

## Influència
Malgrat aquest descens, el catolicisme segueix estant present en la societat francesa a través d'associacions de familiars i diverses comissions, comitès o catòlics parlamentaris, i manté un paper en els camps de la política, socials i l'ètica. Afirma la participació en les últimes dècades després del Vaticà II ha posat de manifest la possibilitat.
Els bisbes francesos van dir el 1999 a la publicació Réhabiliter la politique : «Els catòlics participen com tots els ciutadans en els debats polítics. És legítim que prenguin la paraula i defensin les seves pròpies creences cristianes, respectant les dels altres.».
El demògraf Hervé Le Bras usà en 2013 l'expressió "Catolicisme zombi " per descriure el fet que si bé es posa en perill el catolicisme com sigui possible (per exemple, pel que fa a l'assistència regular de la missa), segueix tenint un lloc destacat en la concepció francesa de la família.

### Mitjans catòlics francesos
Els mitjans de comunicació francesos donen gran cobertura a les notícies catòliques, especialment durant els viatges papals, festes religioses o debats sobre laïcitat i qüestions religioses, que continuen sent temes sensibles malgrat la separació de l'Església i l'Estat.
Diversos mitjans especialitzats (diaris, ràdio, canal de televisió) s'anuncien com a catòlics. No obstant això, aquests no són cossos oficials de l'Església Catòlica de França i no depenen formalment de la Conferència dels Bisbes de França.
La Conferència Episcopal de França es comunica amb els mitjans de comunicació a través del seu director de comunicació i comunicats de premsa.

#### Premsa, organismes oficials i programes o amb els auspicis de l'Església Catòlica a França
Canals i programes de televisió:
- KTO.
- Le Jour du Seigneur.

Radios:
- Radio Notre-Dame.
- Ràdios cristianes franceses (Ràdio cristiana francòfona) i les seves variacions regionals.

Diaris:
- La Croix

Portal d'Internet per a joves catòlics:
- Jeunes Cathos que reemplaçà inxl6 des de 2011.

### Ensenyament i catequesi
L'escola privada catòlica educa més de 2 milions d'estudiants a les escoles primàries i secundàries, aproximadament el 17% dels efectius. Tots no són catòlics.

### Oposició al matrimoni homosexual
A França, l'oposició al matrimoni homosexual està molt marcada pel catolicisme. Molts laics i clergues de l'Església catòlica s'oposen a aquest projecte de llei i s'uneixen a les diverses manifestacions.
La Conferència dels Bisbes de França ja havia pres posició el 1998 contra el Pacte de Solidaritat Civil (PACS), qualificada de "llei inútil i perillosa". El 25 de juliol de 2012, el cardenal André Vingt-Trois, president de la Conferència dels Bisbes de França, envià una proposta única de "pregària per a França" en la qual demanava que es pregués «per a nens i joves; que tots ajudem a tots a descobrir el seu propi camí cap al progrés cap a la felicitat; que deixen de ser objectes de desitjos i conflictes per a beneficiar-se plenament de l'amor d'un pare i una mare».
En de setembre de 2012, el Papa Benet XVI en persona va animar els bisbes francesos a "plantar cara al repte" plantejat pel projecte de llei sobre el matrimoni homosexual a França, on es considerava que la família és "amenaçada" per " una concepció de la naturalesa humana que es revela defectuosa". Com el Papa Francesc, el 15 de juny de 2013, va convidar els parlamentaris francesos no dubten a "revocar" les lleis si cal, per "proporcionar una qualitat vital que eleva i ennobleix l'ésser humà".

## Controvèrsies

### Casos de pedofília
Abans de la dècada de 2000, els casos d'abús infantil es tractaren sovint, d'acord amb els testimonis dels propis bisbes, en confidencialitat. El criteri principal de valoració era en general el trasllat del sacerdot, i ni el risc de recurrència o la necessitat de tractament i sancions penals, realment no es tenia en compte.
Diversos casos es van produir a França a finals de 1990, amb una dotzena de sacerdots i religiosos acusats.
El cas de l'abat Bissey, acusat al setembre de 1998 d'una dotzena de violacions i agressions als nens entre 1985 i 1996 i condemnat el 6 d'octubre de 2000 fins 18 anys a la presó marcà un punt d'inflexió, ja que el bisbe de la diòcesi, Monsenyor Pierre Piquen, també va ser acusat el 24 de gener de 2000, per "delicte d'omissió de denúncia" i "no informar de l'abús sexual dels nens menors de 15 anys ". Va ser condemnat el setembre de 2001 a 3 mesos de sentència suspesa.
El judici contra Monsenyor Piquen va fer que els bisbes fossin conscients de la responsabilitat penal. En la seva reunió anual a Lourdes al novembre de 2000, van decidir fer front al capdavant en el problema d'abús per part de sacerdots i experts en especial, presentant els resultats d'un informe de 200 pàgines sobre la pedofília. Molts entengueren a continuació que havien subestimat la gravetat d'aquest problema. El 9 de novembre de 2000, els bisbes de França van emetre una declaració conjunta que condemnava la pedofília. Reconeixen que l'Església, igual que altres institucions, no se salva "per una realitat que descobreixi tota la complexitat".
Després d'aquesta declaració, els bisbes de França van establir un comitè consultiu sobre l'abús sexual de menors, encarregat de treballar de manera interdisciplinària sobre els abusos comesos en les institucions eclesials. El 2002, es va seguir un llibret anomenat "Combatent la pedofília, referència per als educadors" ("'Lutter contre la pédophilie, repères pour les éducateurs") · . Allà suggereix maneres de detectar el comportament de risc per a l'accés a la justícia i va posar èmfasi en la necessitat de posar fi al silenci.
No obstant això, el 2008, quan un membre de la Comunitat dels Beats, una associació catòlica propera a la renovació carismàtica, va resultar implicat en nombrosos assalts sexuals, els testimonis van confirmar la inacció dels seus líders. Quedaren exclosos quatre membres de la comunitat que van donar a conèixer el cas, i el procés del 2011 va ressaltar les deficiències dels líders anteriors d'aquesta comunitat.Acusat de "no informar de l'abús sexual", que no tenen dret a un acomiadament que a causa de la prescripció dels fets. Van ser reduïts a l'estat secular i es van veure obligats a allunyar-se.
D'acord amb una enquesta duta a terme a les diòcesis, a l'estiu de 2010, hi hauria, a França, 9 sacerdots empresonats per pedofília, 51 sacerdots acusats i 45 sacerdots que ja han completat una pena de presó.

## Estat i finançament
Des de la llei de separació de les Esglésies i l'Estat de 1905, «la República no reconeix, no paga ni subvenciona cap culte».
Els ingressos de les diòcesis consisteixen principalment en donacions dels fidels: el denier del culte (sense impostos, el 35% de la renda diocesana el 2011), les cerimònies (32% el 2011) i els llegats (12% el 2011). A això s'afegeixen ingressos del seu patrimoni · .
L'Església catòlica, tanmateix, gaudeix d'un règim derogatori en diversos territoris francesos. El concordat d'Alsàcia-Mosel·la roman en vigor, i els sacerdots són pagats per l'Estat francès.
A Guyana el règim de culte que es remunta a Carles X reconeix només el culte catòlic. Els sacerdots catòlics, i ells sols, estan finançats pel departament.
Des de 1907, edificis construïts abans de 1905 i anteriorment propietat de l'Església catòlica s'han convertit en fons estatals i locals; aquests en la responsabilitat de la cura i ofereixen lliure gaudi de l'Església. Aquest "benefici econòmic" és una forma de subsidi indirecte. D'acord amb l'inventari realitzat per la Conferència de Bisbes de França en 2009, França té 45.000 edificis catòlics (17.000 esglésies, 12.000 capelles en tots els estats, dels quals 10.000 tindrien una activitat de culte). Aproximadament 40.000 d'aquests edificis daten d'abans de 1905 i, per tant, se suposa que han de ser mantinguts pels municipis (cosa que no sempre és així), 87 catedrals són propietat de l'Estat i més d'un quart estan classificats com a monuments històrics. 35% de les esglésies es van construir al segle xix sota el règim de concordat que va generar un moviment de reconstrucció de l'Església en reacció a la Revolució esdeveniment. Les diòcesis estan en possessió, a través de les associacions diocesanes, de 5.000 edificis, que inclouen 2.050 esglésies (300 a la regió de París) construïdes després de 1905, data de la separació de les esglésies i de l'estat .

## Pelegrinatges i llocs de processons

### Principals
- El Santuari de Lorda
- Pelerinatge de Lisieux
- Pelegrinatge del Mont Saint-Michel
- Capella de la Mare de Déu de la Medalla Miraculosa (París)
- Pelerinatge París-Chartres (i invers)
- El santuari de la Verge Negra a Ròcamador
- El Camí de Sant Jaume

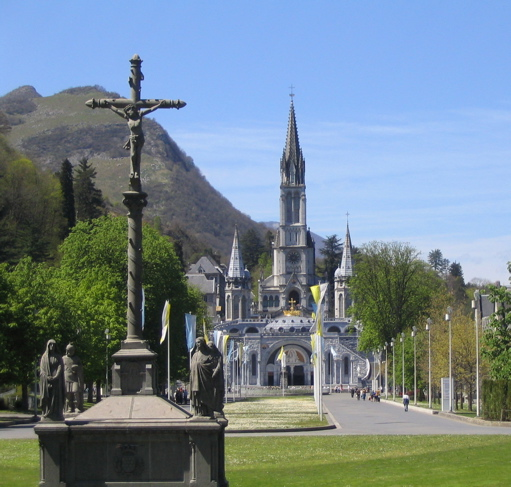
Les basíliques superposades de la Immaculada Concepció i del Nostra Senyora del Rosari de Lorda
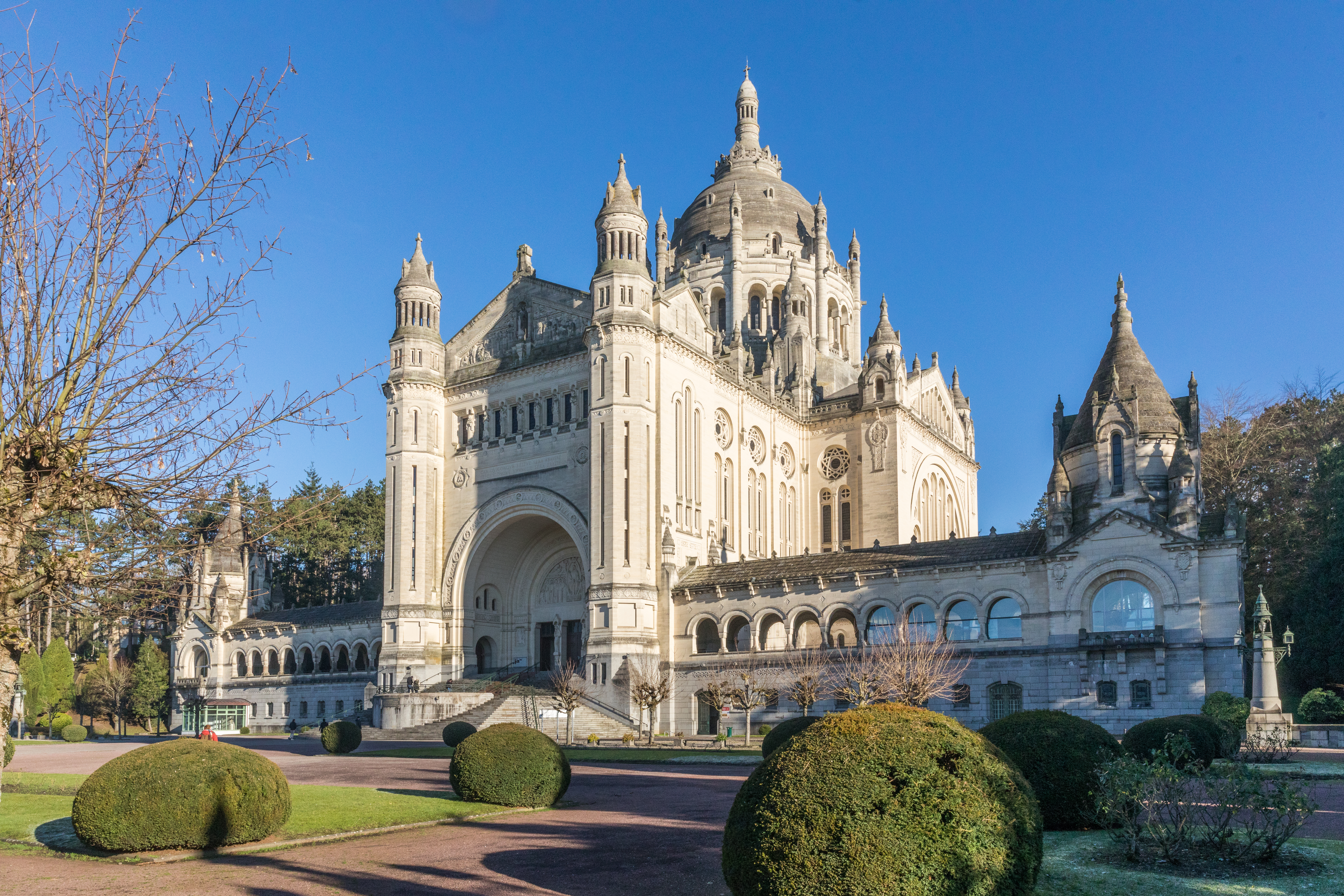
La basílica de Santa Teresa a Lisieux
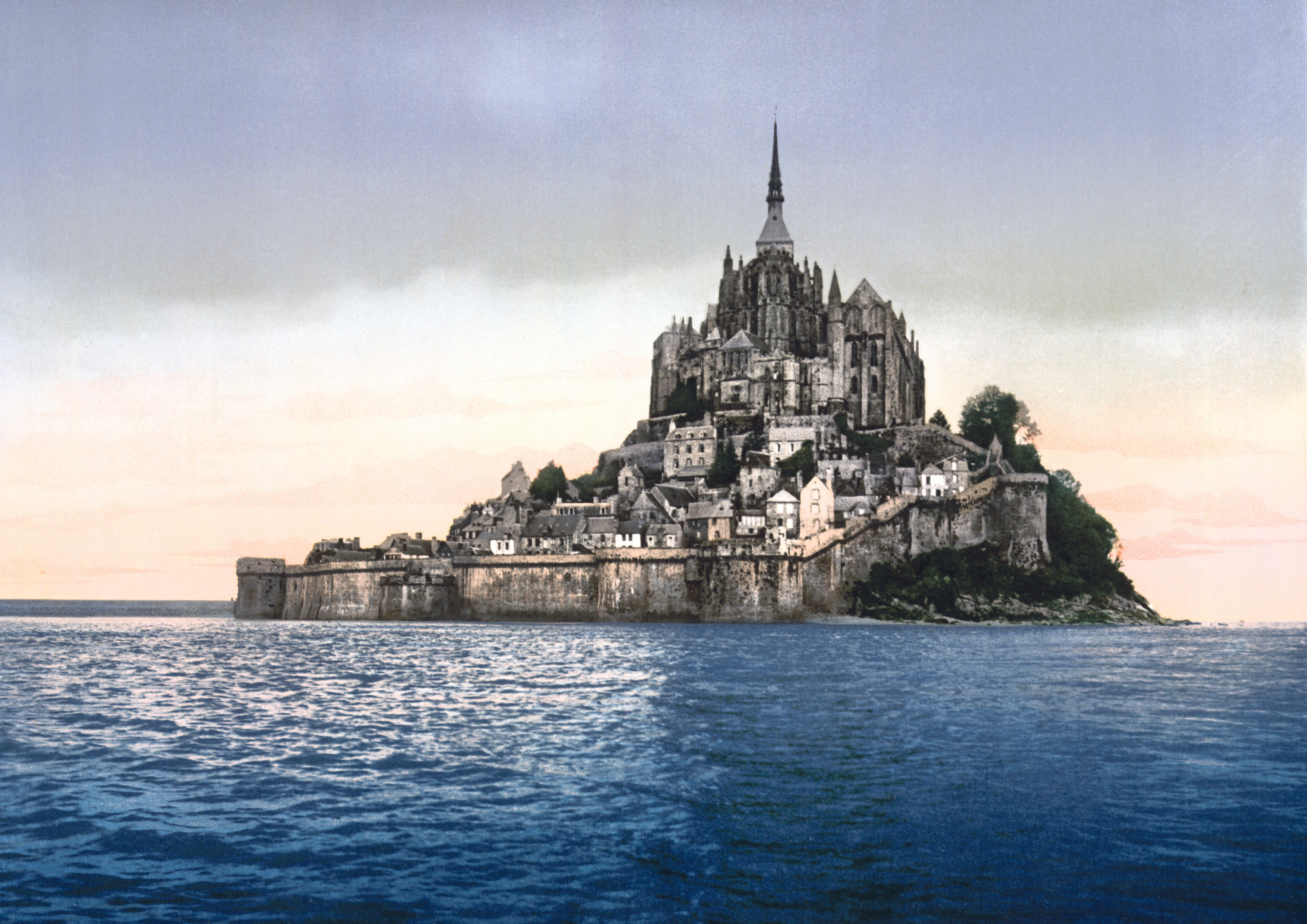
El Mont Saint-Michel
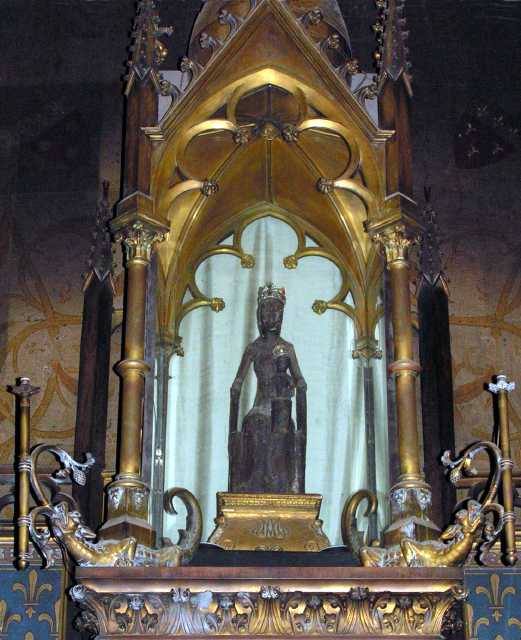
La Mare de Déu Negra a Ròcamador

### Secundaris
- Cotinhac
- Mont Sainte-Odile
- Mare de Déu de la Saleta
- Mare de Déu de Laus
- Paray-le-Monial
- Pontmain
- Le Puy-en-Velay
- El Tro Breiz